# Сант-Анастазія
Сант-Анастазія (італ. Sant'Anastasia) — муніципалітет в Італії, у регіоні Кампанія, метрополійне місто Неаполь.
Сант-Анастазія розташований на відстані близько 200 км на південний схід від Рима, 14 км на схід від Неаполя.
Населення — 27 860 осіб (2014).
Покровитель — San Francesco Saverio.

## Демографія
Населення за роками:

Станом на 1 січня 2023 року в муніципалітеті офіційно проживало 589 іноземців з 44 країн, серед них 172 громадяни країн Євросоюзу та 182 громадяни України.

## Сусідні муніципалітети
- Казальнуово-ді-Наполі
- Ерколано
- Поллена-Троккія
- Помільяно-д'Арко
- Сомма-Везув'яна